# توالي الليل (مسلسل)
توالي الليل، مسلسل تلفزيوني كويتي. انتج وعرض بعام 2013 أخرجه علي العلي وكتبة جاسم الجطيلي.

## قصة المسلسل
تتحدّث القصة والتي تتمحور أحداثها في عام 1993 عن رجل إسمه خليفة، يبلغ من العمر 65 عاما ً تملأ الطيبة قلبه ولا يعرف للحقد مكانا ً، متسامح مع الصغير قبل الكبير لأبعد الحدود ودائما ًما يضع نفسه في خانة الخطأ حتى لو كان على صواب. توفي والد خليفة عندما كان يبلغ من العمر خمس سنوات وتزوجت والدته برجل آخر يدعى عيسى . كُره عيسى لوالد خليفة في السابق، وفقدانه لعقله بعد أن يحتسي المنكر يجعله دوما ً فاقدا ًوعيه يخرج كبت حرقته في الولد الطيب خليفة . كان خليفة يدافع عن والدته عندما تتعرض للضرب من قبل زوجها ونتيجة لذلك يُعاقب على فعلته بأن يأخذه عيسى ويربطه إلى شجرة في الغابة عند منتصف الليل، يضربه ويتركه وحيدًا طوال الليل. أين ستظهر نتائج هذا الظلم في شخصيّة خليفة؟

## الفنانون المشاركون بالعمل
- سعد الفرج.بدور خليفة
- أسمهان توفيق.بدور وضحة
- إبراهيم الحساوي.بدور بسام
- عبير الجندي.بدور بهيه
- هبة الدري.بدور بي بي
- حمد العماني.بدور يوسف
- نور.بدور الأم سعاد
- صمود.مريم
- عبد الله الطراروة.بدور ناصر
- غزلان بدور غدير
- منى حسين.بدور ام مشاري
- غدير صفر.بدور دكتورة في قسم التمثيل
- محمد المسلم.
- ميثم بدر.بدور عبد اللطيف
- حمد أشكناني.بدور فيصل
- نجوى الكبيسي.بدور شريفة